# Roewe 950
Roewe 950 – samochód osobowy klasy wyższej produkowany pod chińską marką Roewe w latach 2012–2019.

## Historia i opis modelu

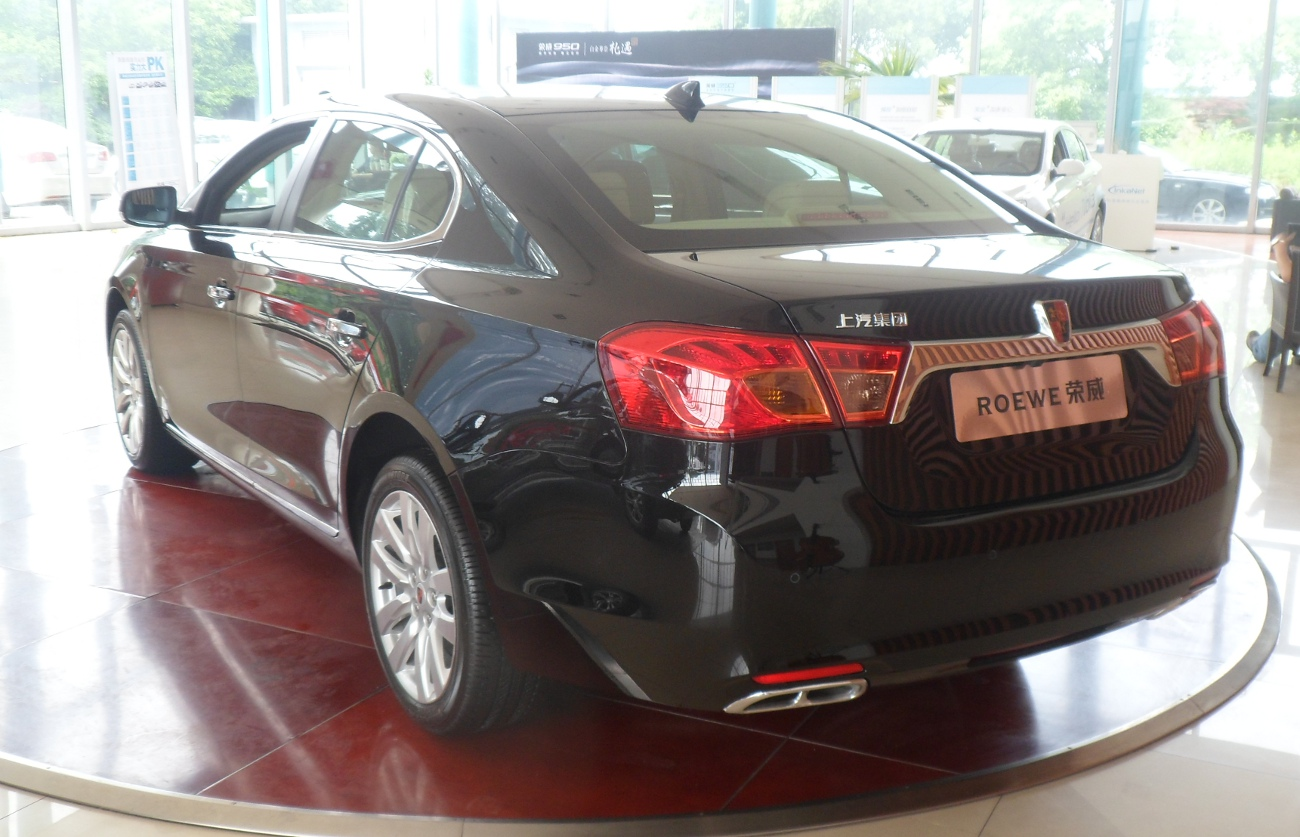
Roewe 950 – tył

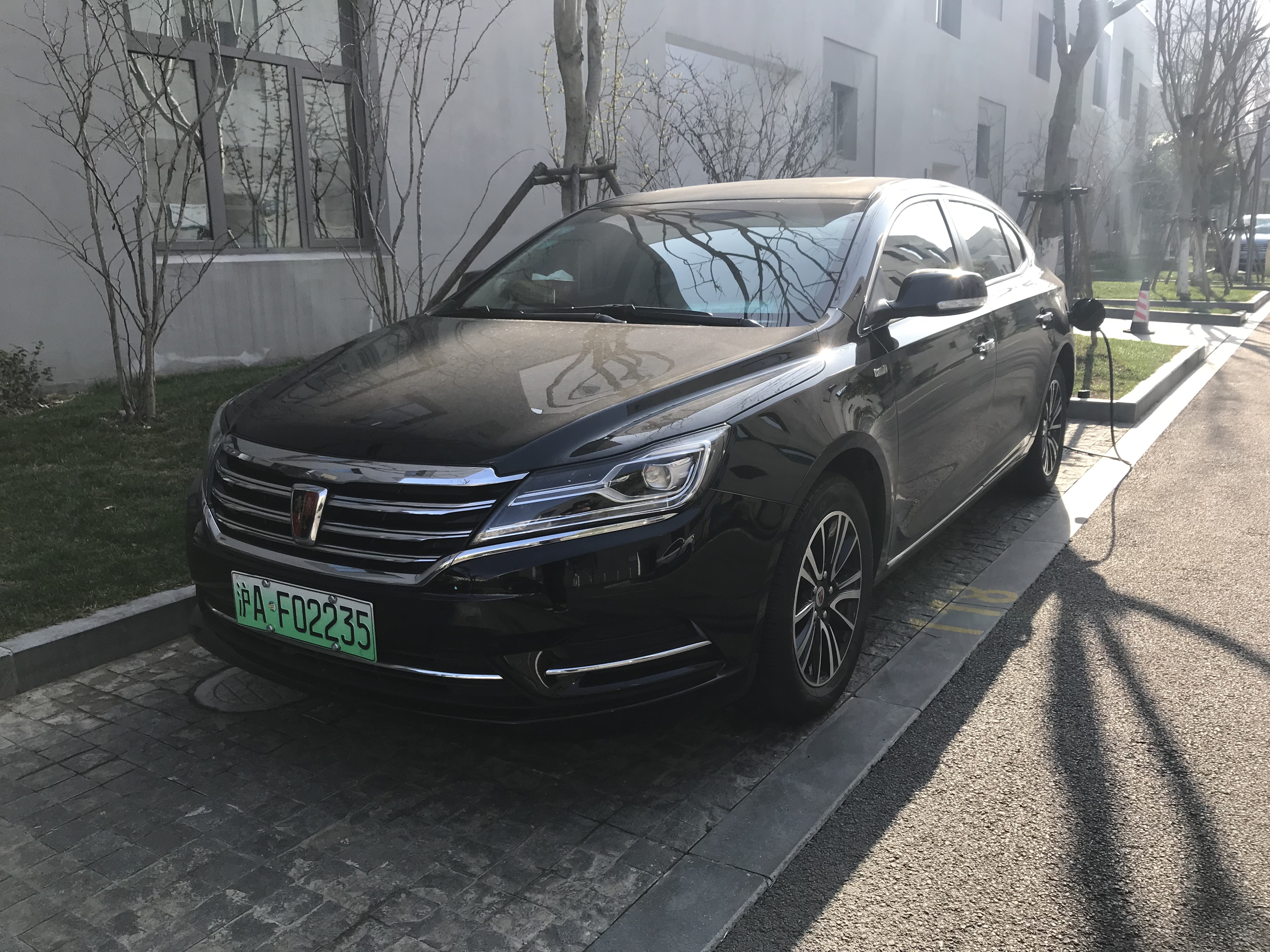
Roewe e950 po liftingu

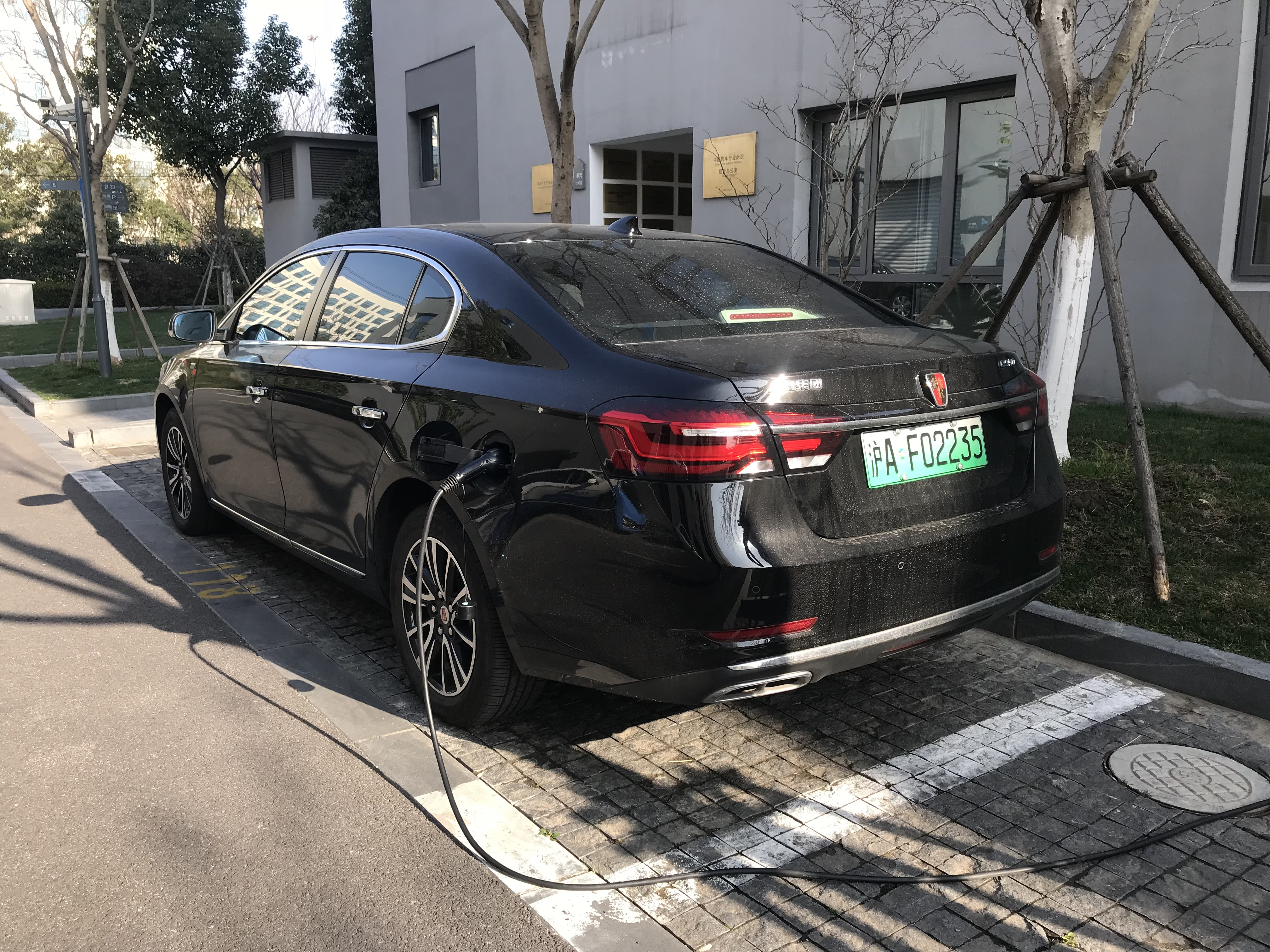
Roewe e950 – tył po liftingu

Roewe 950 został zaprezentowany w kwietniu 2012 roku podczas stołecznej wystawy samochodowej Beijing Auto Show jako nowy sztandarowy model w ofercie chińskiej marki, mając docelowo zastąpić przestarzały model 750 wywodzący się jeszcze z czasów istnienia brytyjskiego Rovera.
Konstruując 950 Roewe skorzystało z wymiany technologicznej między SAIC a General Motors, która możliwa była dzięki równolegle istniejącemu joint venture SAIC-GM. Limuzyna powstała na płycie podłogowej GM Epsilon II, będąc de facto głęboko zmodyfikowaną, aczkolwiek bliźniaczą wersją wobec oferowanego również w Chinach Buicka LaCrosse’a.
Producentem silników wykorzystywanych do napędu modelu 950 jest General Motors. Najmniejszy silnik to R4 2.0 DOHC o mocy 147 KM (108 kW) przy 6200 obr./min i momencie obrotowym 190 Nm przy 4600 obr./min, większa jednostka R4 2.4 DOHC generuje moc 186 KM (137 kW) przy 6200 obr./min i moment obrotowy 240 Nm przy 4800 obr./min, najmocniejszy silnik to V6 3.0 – 258 KM (190 kW) przy 6800 obr./min i 296 Nm przy 5800 obr./min.
Napęd przenoszony był przez 6-biegową automatyczną skrzynię biegów na oś przednią. Przednie zawieszenie oparte jest na kolumnach MacPhersona, tylne zaś na podwójnych wahaczach.
Sprzedaż pojazdu na wewnętrznym rynku chińskim rozpoczęła się w kwietniu 2012 roku, a dwa lata później otrzymał on notę pięciu gwiazdek w chińskich testach bezpieczeństwa C-NCAP. Produkcja pojazdu zakończyła się z 2019 rokiem.

### e950
W połowie 2017 roku gama wariantów napędowych sztandarowej limuzyny Roewe została poszerzona o wariant hybrydowy typu plug-in. Utworzył go silnik spalinowy o mocy 150 KM oraz silnik elektryczny o mocy 75 KM, razem pozwalając na rozpędzenie się do 100 km/h w 8,5 sekundy i jadąc nie szynciej niż 185 km/h. Bateria o pojemności 11,8 kWh dzięki łądowaniu z gniazdka umożliwia przejechanie na jednym ładowaniu do ok. 60 kilometrów.

### Lifting
W lipcu 2017 roku Roewe przedstawiło podczas wystawy samochodowej model 950 po obszernej modernizacji. Samochód upodobniono wizualnie do nowszych konstrukcji chińskiego producenta, montując rozleglejszą atrapę chłodnicy i reflektory wykonane w technologii LED, a także przeprojektowane lampy tylne.

### Silniki
- R4 1.4l GDI
- R4 1.8l GDI
- R4 2.0l TGI
- R4 2.4l
- R4 1.4l PHEV